# Serra Leoa nos Jogos Olímpicos de Verão da Juventude de 2010
Serra Leoa participou dos Jogos Olímpicos de Verão da Juventude de 2010 em Cingapura. Sua delegação foi composta de três atletas, todos do atletismo.

## Atletismo
| Evento          | Atleta           | Qualificação | Qualificação | Final           | Final        |
| Evento          | Atleta           | Resultado    | Posição      | Resultado       | Posição      |
| --------------- | ---------------- | ------------ | ------------ | --------------- | ------------ |
| 400 m masculino | Jimmy Thoronka   | 52.83        | 20º (5º q2)  | Desclassificado | -- (Final C) |
| 400 m feminino  | Mariama Kadijatu | 1:00.26      | 19º (5º q3)  | 58.56           | 3º (Final C) |
| 200 m feminino  | Nenneh Barrie    | 28.15        | 16º (5º q2)  | 27.92           | 2º (Final C) |